# Striatura pugentensis
Striatura pugentensis är en snäckart som först beskrevs av Dall 1895.  Striatura pugentensis ingår i släktet Striatura och familjen Zonitidae. Inga underarter finns listade i Catalogue of Life.